# Cecilija Francuska
Francuska kraljevna Cecilija (francuski Cécile de France) (? – poslije 1145.) bila je kći kralja Filipa I. i njegove druge žene Bertrade Montfortske te mlađa polusestra Luja VI. Brak njenih roditelja bio je kontroverzan, ali je Vilim od Tira zabilježio njeno podrijetlo, kao i njene brakove. Bila je gospa Tarza i grofica Tripolija.
Njezin je prvi suprug bio Tankred, knez Galileje. Čini se da nisu imali djece, a 1112. je Tankred obećao Ponciju Tripolijskom da smije oženiti Ceciliju nakon što umre. To se i dogodilo iste godine u Tripoliju.
Djeca Cecilije i Poncija:
- Rajmond II. Tripolijski[5]
- Filip?
- Agneza[6]